# Roe I Triplane
El Roe I Triplane (a menudo referido como Avro Triplane) fue uno de los primeros aviones diseñados y construidos por A.V. Roe, siendo el primer avión totalmente británico en volar (el anterior I Biplane de Roe llevaba un motor francés).

## Diseño y desarrollo

### Antecedentes

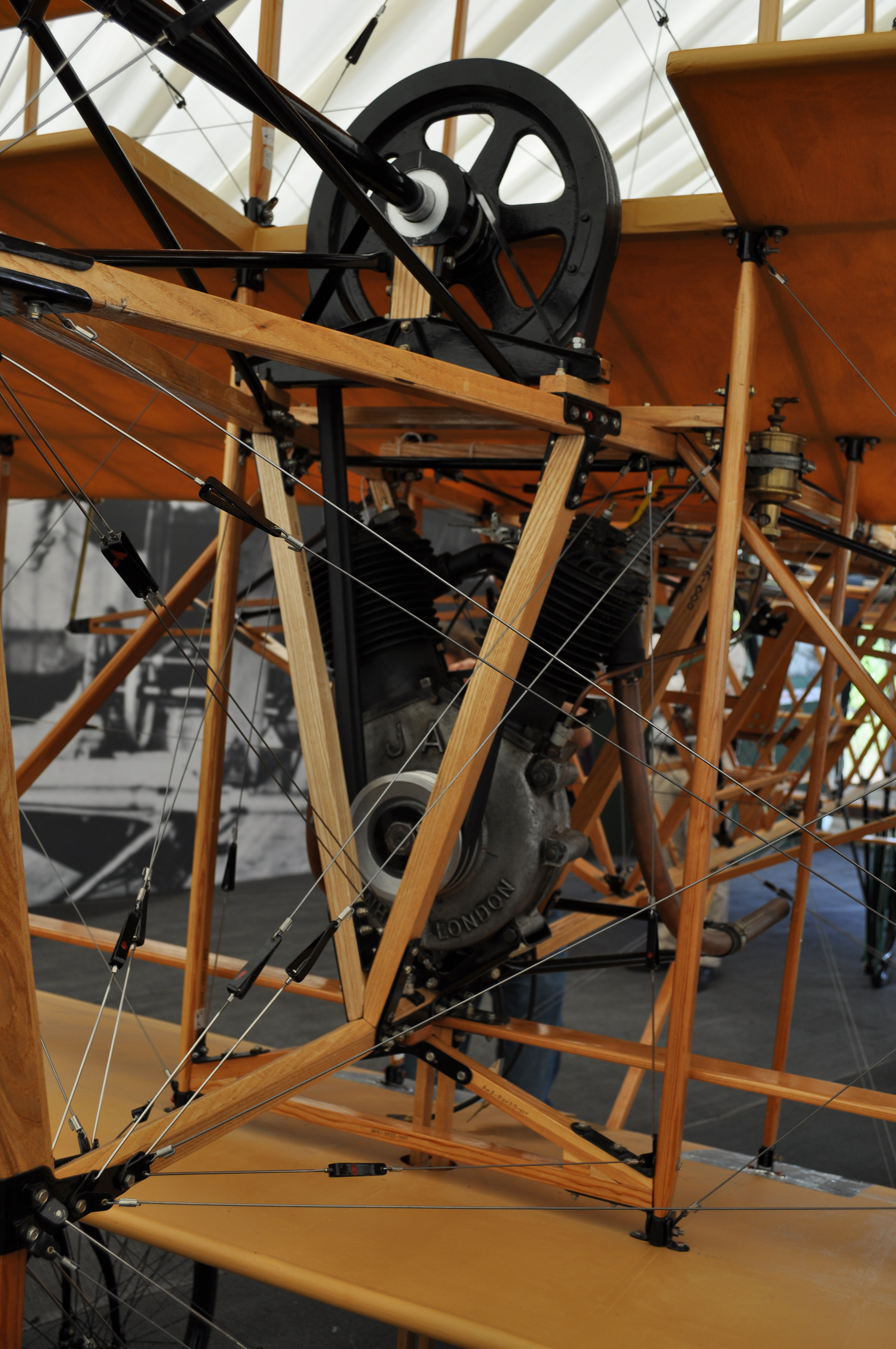
Una réplica del motor de motocicleta 6 HP JAP.

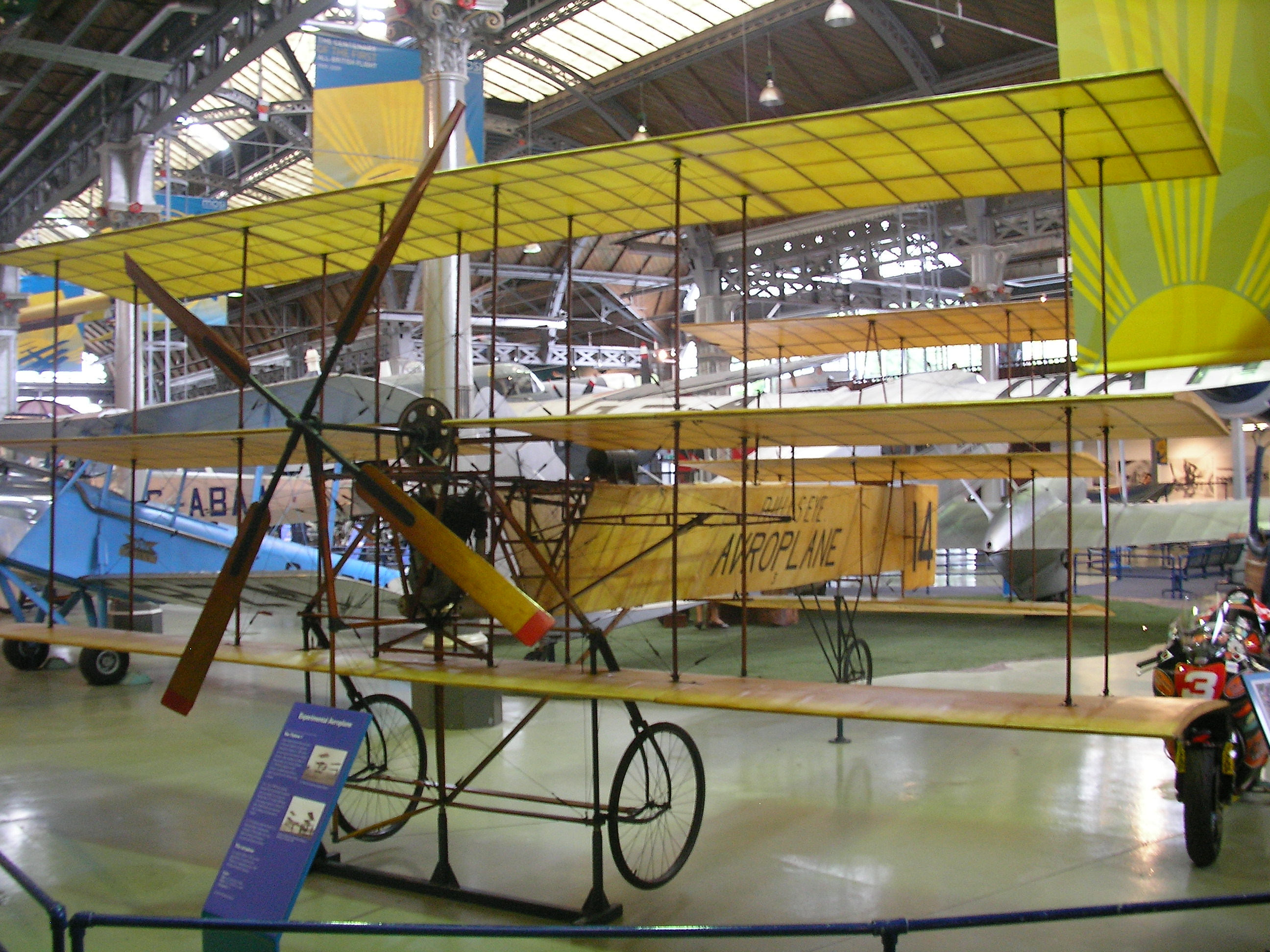
Réplica en el Museum of Science and Industry, Mánchester.

Tras ser desalojado de Brooklands, donde había trabajado en su primer avión, Roe comenzó a trabajar en julio de 1908 en el diseño de un triplano: se solicitó una patente por este diseño en enero de 1909, y los trabajos empezaron con la construcción de un avión de este diseño en el establo situado junto a la casa de su hermano, el Dr Spencer Verdon Roe, en Putney, al suroeste de Londres. Más tarde fue transportado hasta el nuevo terreno de vuelos que Roe había encontrado en Walthamstow Marshes (entonces en Essex, pero actualmente en Waltham Forest), donde alquiló dos túneles de tren bajo la línea ferroviaria LNER, en la rivera del río Lea.

### Desarrollo
El Roe I Triplane era un triplano de dos vanos: la cola, con una envergadura de 3 m, también tenía tres superficies y eran más de sustentación que de estabilización, siendo alrededor del 33 % de la superficie sustentadora. El control de cabeceo se efectuaba alterando el ángulo de incidencia de los planos principales, y el control lateral, por medio de la deformación alar. Los cables de control deformaban el ala media, siendo transmitida la misma a los planos superior e inferior por los soportes interplanares traseros. El control direccional se efectuaba mediante un timón rectangular montado detrás del plano de cola y, tal y como se construyó originalmente, se proporcionaba estabilidad direccional adicional mediante superficies situadas entre los soportes interplanares del ensamblaje de la cola. El fuselaje era una estructura de madera de sección triangular arriostrada mediante cables, con el ala media y la cola montadas sobre los larguerillos superiores, dejando un hueco entre los planos inferiores y el larguerillo inferior. El motor estaba montado debajo del borde de ataque del ala, disponiendo de una transmisión de cinta hasta el eje de la hélice, que estaba montado encima de los larguerillos superiores. Tanto el fuselaje como las alas estaban recubiertos de papel marrón pegado sobre tela de tejido abierto. Roe bautizó el avión como The Bullseye (La Diana) por los tirantes que fabricaba la empresa de su hermano, que habían ayudado a pagarlo.
Roe había pensado originalmente usar un motor de cuatro cilindros que J.A. Prestwich estaba desarrollando, pero falló cuando fue probado en banco por Prestwich, por lo que Roe instaló inicialmente el motor JAP de 6 hp de su avión anterior. Las pruebas de carreteo con este motor comenzaron en abril de 1909. A finales de mayo se entregó un nuevo motor JAP de 7 kW (9 hp) y, tras instalarlo, se realizaron una serie de vuelos breves de unos 15 m (50 pies), comenzando el 5 de junio. Durante estos vuelos, Roe experimentó con diferentes relaciones entre el motor y la hélice, y también variando los ajustes de paso de las palas de la hélice, que podía ajustarse entre vuelos. El 13 de julio consiguió realizar un vuelo de 30 m (100 pies), y diez días más tarde, uno de 270 m (900 pies). En los siguientes dos meses se realizaron más vuelos exitosos y el avión fue modificado ligeramente: la cinta de transmisión fue reemplazada por una cadena, las superficies verticales de cola fueron retiradas, y tanto el motor como el asiento del piloto fueron adelantados.
Roe llevó el prototipo y un segundo avión, que se diferenciaba por tener un fuselaje ligeramente trapezoidal y un patín de cola en lugar de rueda, al Blackpool Aero Meeting, celebrado a finales de octubre de 1909. Se realizaron varios vuelos cortos usando la primera máquina: el motor de la segunda, un JAP de cuatro cilindros que debía producir 15 kW (20 hp) llegó a mitad del evento, y aunque el motor fue instalado, el mal tiempo impidió que volase. Los vuelos realizados en Blackpool fueron los últimos del prototipo: posteriormente fue exhibido en una muestra celebrada en Mánchester en 1914, y más tarde fue presentado en el Museo de Ciencias de Londres.
Por esa época, Roe había sido desalojado de los túneles de tren en Walthamstow: prosiguió sus actividades de vuelo en Wembley, donde el segundo ejemplar voló por primera vez el 6 de diciembre. Resultó dañado en un accidente el 24 de diciembre. En enero de 1910, Roe formó la empresa A.V. Roe and Company, con la asistencia de su hermano Humphrey, y se dispuso un espacio de trabajo en la fábrica de la compañía de Humphrey, Everard and Co, en Brownfield Mills, Mánchester. Las operaciones de vuelo fueron transferidas a Brooklands, donde el avión voló el 11 de marzo de 1910. En ese momento, el interés de Roe estaba centrado en su próximo avión, el Roe II Triplane, que en esa época estaba en exhibición en el segundo Aero Show en Olympia. El Roe I fue usado brevemente en experimentos con las secciones exteriores y las alas inferiores desmontadas, y con secciones exteriores más largas instaladas en las alas superiores, siendo conocida esta configuración como el "avión dos y pico" ("two and a bit plane"). Voló en Brooklands durante el Aero Meeting del Lunes de Pascua de 1910, pero el experimento no se continuó y el aparato fue desmantelado en Brooklands poco después.
El 12 de julio de 2009 se celebró un evento en Walthamstow Marshes para conmemorar el primer vuelo totalmente británico, bajo los auspicios de la Royal Aeronautical Society, con la presencia de varias generaciones de la familia Roe. Se descubrió un nuevo marcador histórico en la entrada norte de los antiguos talleres de Roe en los túneles de tren.

## Supervivientes
- El primer ejemplar está preservado en el Museo de Ciencias de Londres.[7]
- El Museo de Ciencia e Industria de Mánchester posee una réplica a escala real en exhibición, realizada por aprendices en 1952, tal y como apareció en 1909 en el Blackpool Aviation Meeting.

## Especificaciones (primer ejemplar)
Referencia datos: Jackson 1990

### Características generales
- Tripulación: Uno (piloto)
- Longitud: 7 m (23 ft)
- Envergadura: 6,1 m (20 ft)
- Altura: 2,7 m (8,9 ft)
- Superficie alar: 30 m2 [8]
- Peso vacío: 136 kg (299,7 lb)
- Peso cargado: 204 kg (449,6 lb)
- Planta motriz: 1× motor en V de dos cilindros refrigerado por aire JAP.
  - Potencia: 7 kW (9 HP; 9 CV)
- Hélices: De cuatro palas

### Rendimiento
- Velocidad máxima operativa (Vno): 40 km/h (25 MPH; 22 kt)
- Alcance: 500 m

## Aeronaves relacionadas

### Desarrollos relacionados
- Roe I Biplane
- Roe II Triplane
- Roe III Triplane
- Roe IV Triplane

### Secuencias de designación
- Secuencia Romana (interna de Avro): I Biplane - I Triplane - II Triplane - III Triplane - IV Triplane